# 5151 Weerstra
Az 5151 Weerstra (ideiglenes jelöléssel 2160 T-2) a Naprendszer kisbolygóövében található aszteroida. Cornelis Johannes van Houten,  Ingrid van Houten-Groeneveld,  Tom Gehrels fedezte fel 1973. szeptember 29-én.